# Ptychopyxis
Ptychopyxis es un género perteneciente a la familia de las euforbiáceas con trece especie de plantas nativas de Tailandia, Malasia y Nueva Guinea.

## Taxonomía
El género fue descrito por Friedrich Anton Wilhelm Miquel y publicado en Flora van Nederlandsch Indie, Eerste Bijvoegsel 402. 1861.

## Especies aceptadas
A continuación se brinda un listado de las especies del género Ptychopyxis aceptadas hasta marzo de 2014, ordenadas alfabéticamente. Para cada una se indica el nombre binomial seguido del autor, abreviado según las convenciones y usos.
- Ptychopyxis arborea (Merr.) Airy Shaw
- Ptychopyxis bacciformis Croizat
- Ptychopyxis caput-medusae (Hook.f.) Ridl.
- Ptychopyxis chrysantha (K.Schum.) Airy Shaw
- Ptychopyxis costata Miq.
- Ptychopyxis glochidiifolia Airy Shaw
- Ptychopyxis grandis Airy Shaw
- Ptychopyxis javanica (J.J.Sm.) Croizat
- Ptychopyxis kingii Ridl.
- Ptychopyxis nervosa Airy Shaw
- Ptychopyxis philippina Croizat
- Ptychopyxis plagiocarpa Airy Shaw
- Ptychopyxis triradiata Airy Shaw